# Distretto di Heroínas Toledo
Il distretto di Heroínas Toledo  è uno dei diciassette distretti della provincia di Concepción, in Perù. Si trova nella regione di Junín e si estende su una superficie di  chilometri quadrati.